# Famiglia Cotroni
I Cotroni erano una famiglia mafiosa di Montréal in Québec, Canada, mentre ora sono una fazione interna alla famiglia Rizzuto.
Il territorio controllato ricopriva la maggior parte del Québec meridionale e l'Ontario.

## Storia

### Anni '50 e '60 - Costola dei Bonanno e traffico di eroina
Negli anni quaranta Vincent Cotroni, calabrese originario di Mammola, emerso nella malavita grazie al traffico di eroina e scalzando il suo contendente siciliano Luigi Greco, mise in piedi quella che verrà chiamata la Famiglia Cotroni.
Dal 1945 il boss Carmine Galante dei Bonanno, inizia ad organizzare l'insediamento di una costola della sua organizzazione a Montreal in Canada, in particolare con Vincent Cotroni, Luigi Greco ed altri accoliti.
L'organizzazione viene tenuta da Galante fino al 1958 quando viene arrestato per traffico di eroina. Da quel momento sarà Cotroni a prendere le redini dell'organizzazione continuando a dirigere la vendita di stupefacenti e controllando la prostituzione.
Prese contatti con le famiglie italiane per tutti gli Stati Uniti e il Canada.

### Anni '70 - La guerra interna tra Violi e i Rizzuto
Nel 1969 a Jean-Talon Street East (Zona Saint Leonard) apre il Reggio Bar, che diventa il quartier generale di Paul Violi, che diventerà il braccio destro di Vic Cotroni.
Negli anni settanta scoppiò una faida interna tra i calabresi di Paul Violi e i siciliani di Nick e Vito Rizzuto, che portò alla morte nel 1978 dello stesso Paolo Violi.
Dopo la morte, la famiglia fu assorbita nella fazione siciliana di Nicolo Rizzuto, che prese il nome di famiglia Rizzuto.

### Anni '80 e '90 - Cotroni fazione dei Rizzuto
Da allora i Cotroni divennero una fazione interna calabrese alla famiglia Rizzuto, mantenendo tuttavia chiare ostilità.
Il 19 settembre 1984 Vincent Cotroni morirà a causa di un cancro.

### XXI secolo - Guerra di Montreal
Negli anni 2000 riesplose una guerra tra la fazione siciliana e quella calabrese dei Cotroni, vedendo la vittoria dei primi nel 2004 a causa della morte di Frank Cotroni.
Si ritiene che dopo l'esplosione di altre guerre, si sia siglata una tregua tra siciliani e calabresi nel 2012, dopo il rilascio di Vito Rizzuto, con la benedizione di Cosa Nostra e 'Ndrangheta.